# 古川雄一
古川 雄一（ふるかわ ゆういち、1980年6月21日 - ）は、日本の俳優、声優。
京都府出身、うぃなぁエンタテイメント所属。

## 人物
方言は大阪弁・京都弁。
趣味はプロレス・格闘技観戦。

## 出演

### テレビアニメ
- まじっく快斗（2010年、生徒）

### 劇場アニメ
- アシュラ（2012年）

### ゲーム
- 龍が如く3（2009年、ヤクザ、チンピラ）
- いきものづくり クリエイトーイ（2011年、オカマの声）
- 謎惑館 〜音の間に間に〜（2011年、鬼瓦団三郎）
- ロード オブ アポカリプス（2011年、プレイヤーボイス）

### 吹き替え

#### 映画
- 真少林寺（2003年、候杰の部下 他）
- パーフェクト・スナイパー（2011年）
- ゾンビ大陸アフリカン（2012年、村長）
- マーセナリーズ 傭兵部隊

#### アニメ
- レゴ ニンジャゴー（ヌッカル）

### ナレーション
- ガチプロシリーズ
- ボートピア市原